# Nuoto ai campionati mondiali di nuoto 2009 - 400 metri stile libero femminili
La specialità dei 400 metri stile libero femminili ai campionati mondiali di nuoto 2009 si è svolta al complesso natatorio del Foro Italico di Roma, in Italia.
Le qualificazioni per la finale si è svolta la mattina del 26 luglio 2009, mentre la finale si è svolta la sera dello stesso giorno.

## Medaglie
| Posizione | Atleta              | Paese       |
| --------- | ------------------- | ----------- |
|           | Federica Pellegrini | Italia      |
|           | Joanne Jackson      | Regno Unito |
|           | Rebecca Adlington   | Regno Unito |

## Record
Prima dei campionati il record del mondo (WR) e il record dei campionati (CR) erano i seguenti.
|  | 4'00"41 | Federica Pellegrini Italia | 27 giugno 2009 Pescara, Italia     |
|  | 4'02"61 | Laure Manaudou Francia     | 25 marzo 2007 Melbourne, Australia |

Durante l'evento sono stati migliorati i seguenti record:
| Data      | Evento      | Atleta              | Nazione | Tempo   | Record |
| --------- | ----------- | ------------------- | ------- | ------- | ------ |
| 26 luglio | 6ª batteria | Federica Pellegrini | Italia  | 4'01"96 |        |
| 26 luglio | Finale      | Federica Pellegrini | Italia  | 3'59"15 |        |

## Risultati batterie
| Pos. | Atleta                        | Nazionalità     | Tempo   | Batteria | Corsia | Note |
| ---- | ----------------------------- | --------------- | ------- | -------- | ------ | ---- |
| 1    | Federica Pellegrini           | Italia          | 4:01.96 | 6        | 4      | CR   |
| 2    | Allison Schmitt               | Stati Uniti     | 4:02.80 | 6        | 3      |      |
| 3    | Joanne Jackson                | Regno Unito     | 4:03.48 | 5        | 4      |      |
| 4    | Coralie Balmy                 | Francia         | 4:04.12 | 5        | 5      |      |
| 5    | Camelia Alina Potec           | Romania         | 4:04.25 | 6        | 5      |      |
| 6    | Ophélie-Cyrielle Étienne      | Francia         | 4:05.25 | 5        | 6      |      |
| 7    | Lotte Friis                   | Danimarca       | 4:05.40 | 4        | 3      |      |
| 8    | Rebecca Adlington             | Regno Unito     | 4:05.70 | 4        | 4      |      |
| 9    | Ellen Fullerton               | Australia       | 4:08.31 | 4        | 2      |      |
| 10   | Erika Villaécija              | Spagna          | 4:08.77 | 5        | 2      |      |
| 11   | Jördis Steinegger             | Austria         | 4:09.30 | 6        | 7      |      |
| 12   | Cecilia Biagioli              | Argentina       | 4:10.16 | 4        | 1      |      |
| 13   | Chloe Sutton                  | Stati Uniti     | 4:10.88 | 6        | 6      |      |
| 14   | Alexa Komarnycky              | Canada          | 4:11.35 | 6        | 1      |      |
| 15   | Wendy Trott                   | Sudafrica       | 4:11.45 | 6        | 2      |      |
| 16   | Maiko Fujino                  | Giappone        | 4:11.52 | 6        | 0      |      |
| 17   | Flavia Zoccari                | Italia          | 4:11.58 | 5        | 7      |      |
| 18   | Andreína Pinto                | Venezuela       | 4:11.79 | 5        | 0      |      |
| 19   | Nuala Murphy                  | Irlanda         | 4:13.51 | 3        | 3      |      |
| 20   | Savannah King                 | Canada          | 4:13.58 | 5        | 8      |      |
| 21   | Patricia Castaneda            | Messico         | 4:13.59 | 4        | 8      |      |
| 22   | Ting Wen Quah                 | Singapore       | 4:13.70 | 5        | 9      |      |
| 23   | Junni Ren                     | Cina            | 4:14.07 | 4        | 6      |      |
| 24   | Elena Sokolova                | Russia          | 4:14.38 | 5        | 3      |      |
| 25   | Susana Escobar                | Messico         | 4:14.70 | 5        | 1      |      |
| 26   | Yanel Pinto                   | Venezuela       | 4:14.74 | 3        | 6      |      |
| 27   | Bronte Barratt                | Australia       | 4:15.62 | 4        | 5      |      |
| 28   | Natsumi Iwashita              | Giappone        | 4:15.95 | 4        | 7      |      |
| 29   | ChinKuei Yang                 | Taipei cinese   | 4:15.96 | 6        | 9      |      |
| 30   | Lynette Lim                   | Singapore       | 4:16.35 | 3        | 7      |      |
| 31   | Paula Zukowska                | Polonia         | 4:16.64 | 3        | 5      |      |
| 32   | Ionela Cozma                  | Romania         | 4:16.79 | 2        | 2      |      |
| 33   | Niamh O'Sullivan              | Irlanda         | 4:16.80 | 3        | 4      |      |
| 34   | Nina Cesar                    | Slovenia        | 4:17.22 | 4        | 0      |      |
| 35   | Youn Soo Cho                  | Corea del Sud   | 4:17.59 | 3        | 1      |      |
| 36   | Nika Karlina Petric           | Slovenia        | 4:18.14 | 6        | 8      |      |
| 37   | Heysi Villareal               | Cuba            | 4:20.94 | 3        | 0      |      |
| 38   | Erica Cirila Totten           | Filippine       | 4:21.32 | 2        | 4      |      |
| 39   | Pamela Benitez                | El Salvador     | 4:21.58 | 3        | 9      |      |
| 40   | Darae Jeong                   | Corea del Sud   | 4:22.99 | 2        | 5      |      |
| 41   | Kristina Bernice Lennox       | Porto Rico      | 4:23.26 | 3        | 8      |      |
| 42   | Cai Lin Khoo                  | Malaysia        | 4:24.48 | 4        | 9      |      |
| 43   | Kimberley Eeson               | Zimbabwe        | 4:27.89 | 3        | 2      |      |
| 44   | Andrea Cedrón                 | Perù            | 4:29.80 | 2        | 3      |      |
| 45   | Kirsten Lapham                | Zimbabwe        | 4:33.57 | 1        | 3      |      |
| 46   | ShengYo Ting                  | Taipei cinese   | 4:33.72 | 2        | 1      |      |
| 47   | Daniela Kaori Miyahara Coello | Perù            | 4:33.75 | 2        | 6      |      |
| 48   | Daniela Reyes Hinrichsen      | Cile            | 4:34.09 | 2        | 7      |      |
| 49   | Miriam Hatamleh               | Giordania       | 4:41.02 | 2        | 0      |      |
| 50   | Nicole Huerta                 | Rep. Dominicana | 4:41.73 | 1        | 5      |      |
| 51   | Ayesha Noel                   | Grenada         | 4:46.09 | 2        | 9      |      |
| 52   | Thanh Vy Vo Thi               | Vietnam         | 4:47.11 | 2        | 8      |      |
| 53   | Diana Al Zamel                | Siria           | 4:47.98 | 1        | 4      |      |
| 54   | Sakina Ghulam                 | Pakistan        | 4:59.02 | 1        | 6      |      |
| 55   | Estellah Fils Rabetsara       | Madagascar      | 5:04.36 | 1        | 2      |      |
| 56   | Tieri Erasito                 | Figi            | 5:10.01 | 1        | 7      |      |
| 57   | Mahnoor Maqsood               | Pakistan        | 5:18.16 | 1        | 8      |      |

## Risultati finale
| Pos. | Atleta                   | Nazionalità | Corsia | Tempo   | Note |
| ---- | ------------------------ | ----------- | ------ | ------- | ---- |
|      | Federica Pellegrini      | Italia      | 4      | 3:59.15 | WR   |
|      | Joanne Jackson           | Regno Unito | 3      | 4:00.60 | NR   |
|      | Rebecca Adlington        | Regno Unito | 8      | 4:00.79 |      |
| 4    | Allison Schmitt          | Stati Uniti | 5      | 4:02.51 |      |
| 5    | Coralie Balmy            | Francia     | 6      | 4:03.29 |      |
| 6    | Camelia Alina Potec      | Romania     | 2      | 4:03.41 |      |
| 7    | Ophélie-Cyrielle Étienne | Francia     | 7      | 4:04.54 |      |
| 8    | Lotte Friis              | Danimarca   | 1      | 4:07.62 |      |